# Ámokfutók
Az Ámokfutók egy magyar könnyűzenei együttes, melynek frontembere Kozso, az 1990-es és 2000-es évek magyar popzenéjének egyik meghatározó alakja, 
irányadója. 1994-től ért el sikereket a formáció. Egyik kultikusnak tekinthető daluk, a Szomorú szamuráj. Ezen kívül több tucat arany- és platina lemezen szereplő sláger fűződik az együtteshez, mint például a Robinson, a Hold dala, a Meghalok 1 csókodért, a Bújj mellém, a Csak a csillagok, a Ne sírj, a Neked adom, az Érted fáj, vagy a Szerelem hajnalán című dalok.

## Albumok
- 1994 – Sebességláz (Warner-Magneoton)
- 1995 –	Varázsolj el! (Warner-Magneoton)
- 1996 –	III. (Warner-Magneoton)
- 1997 –	Van valami... (Warner-Magneoton)
- 1999 –	Ezüst eső (Warner-Magneoton)
- 2000 –	A szerelem hajnalán (Warner-Magneoton)
- 2001 –	Best Of 500.000 (Warner-Magneoton)
- 2003 –	Soha véget nem ér (DSH /MusicDome /Samurai Songs)
- 2004 –	Kozsó és az Ámokfutók (RTL Zeneklub)
- 2008 –	Ami jó ami szép (Dancs Market Records)
- 2010 –	Kozso-Újratöltve (Warner-Magneoton)
- 2018 _	25.(BuliMaffia-Magneoton)